# Episodi di Mr. Belvedere (terza stagione)
La terza stagione della serie televisiva Mr. Belvedere è stata trasmessa in anteprima negli Stati Uniti d'America dalla ABC tra il 26 settembre 1986 e il 15 maggio 1987.
| nº | Titolo originale     | Titolo italiano | Prima TV USA      | Prima TV Italia |
| -- | -------------------- | --------------- | ----------------- | --------------- |
| 1  | The Thief            |                 | 26 settembre 1986 |                 |
| 2  | Grandma              |                 | 3 ottobre 1986    |                 |
| 3  | Debut                |                 | 17 ottobre 1986   |                 |
| 4  | Kevin's Date         |                 | 24 ottobre 1986   |                 |
| 5  | Halloween            |                 | 31 ottobre 1986   |                 |
| 6  | Deportation (Part 1) |                 | 7 novembre 1986   |                 |
| 7  | Deportation (Part 2) |                 | 14 novembre 1986  |                 |
| 8  | Reunion              |                 | 21 novembre 1986  |                 |
| 9  | The Spelling Bee     |                 | 5 dicembre 1986   |                 |
| 10 | Pills                |                 | 12 dicembre 1986  |                 |
| 11 | College Bound        |                 | 9 gennaio 1987    |                 |
| 12 | Inky                 |                 | 16 gennaio 1987   |                 |
| 13 | Jobless              |                 | 23 gennaio 1987   |                 |
| 14 | The Ticket           |                 | 30 gennaio 1987   |                 |
| 15 | The Crush            |                 | 6 febbraio 1987   |                 |
| 16 | The Competition      |                 | 13 febbraio 1987  |                 |
| 17 | The Cadet            |                 | 20 febbraio 1987  |                 |
| 18 | Kevin's Older Woman  |                 | 27 febbraio 1987  |                 |
| 19 | Baby                 |                 | 6 marzo 1987      |                 |
| 20 | Separation           |                 | 1º maggio 1987    |                 |
| 21 | The Mogul            |                 | 8 maggio 1987     |                 |
| 22 | The Auction          |                 | 15 maggio 1987    |                 |